# Perù ai Giochi della XXXIII Olimpiade
Il Perù ha partecipato ai Giochi della XXXIII Olimpiade, svoltisi a Parigi dal 26 luglio all'11 agosto 2024, con una delegazione di 26 atleti, 9 uomini e 17 donne in 9 sports e in 10 discipline.
I portabandiera alla cerimonia di apertura sono stati Juan Postigos e María Luisa Doig.

## Medagliere

### Medaglie
| Medaglia | Nome              | Sport | Evento         |
| -------- | ----------------- | ----- | -------------- |
| Bronzo   | Stefano Peschiera | Vela  | Laser maschile |

## Delegazione
| Sport            | Uomini | Donne | Totale |
| ---------------- | ------ | ----- | ------ |
| Atletica leggera | 3      | 6     | 9      |
| Badminton        | 0      | 1     | 1      |
| Canottaggio      | 0      | 3     | 3      |
| Judo             | 1      | 0     | 1      |
| Nuoto            | 1      | 2     | 3      |
| Scherma          | 0      | 1     | 1      |
| Surf             | 2      | 1     | 3      |
| Tiro             | 1      | 1     | 2      |
| Vela             | 1      | 2     | 3      |
| Totale           | 9      | 17    | 26     |